# Zabrachia yuccae
Zabrachia yuccae är en tvåvingeart som beskrevs av James 1965. Zabrachia yuccae ingår i släktet Zabrachia och familjen vapenflugor. Inga underarter finns listade i Catalogue of Life.